# Montserrat Saldívar
Angelique Montserrat Saldívar Pavón (20 de septiembre de 2006), conocida como Montserrat Saldívar, es una futbolista profesional mexicana que juega como lateral izquierda o extrema izquierda para el Club América de la Liga MX Femenil.

## Carrera en el club
En 2018, el Club América tenía la intención de fichar a Saldívar con el objetivo de integrarla a sus equipos Sub-15 y Sub-17, que participarían en la próxima división juvenil de la Liga MX Femenil. Sin embargo, debido a un gran retraso en la creación de esta división juvenil, el club decidió no fichar a Saldívar.
En 2020, Saldívar recibió una invitación del entonces entrenador del Club América, Leonardo Cuéllar, para una prueba de entrenamiento con el primer equipo de América después de completar con éxito una prueba anterior en un evento de captación de talentos. Saldívar impresionó a Cuéllar lo suficiente durante la prueba como para que América decidiera ficharla.

### Club América (2021–2025)
Saldívar se unió al América en 2021 e inicialmente se integró al equipo Sub-17. Fue ascendida al primer equipo de América antes del torneo Apertura 2021 de la Liga MX Femenil el 16 de julio de 2021. Saldívar debutó profesionalmente con América a los 14 años el 16 de agosto de 2021, en un partido contra Pachuca en el cual fue parte del once inicial.

## Carrera internacional
Saldívar ha sido parte del programa de la selección nacional femenina de fútbol de México desde el nivel Sub-17. Fue parte del equipo Sub-17 de México que participó en el Campeonato Femenino Sub-17 de la Concacaf 2022 y en la Copa Mundial Femenina Sub-17 de la FIFA 2022.
Desde 2023, Saldívar ha sido parte del equipo Sub-20 de México.

## Palmarés

### Club América
- Liga MX Femenil: Clausura 2023

### México Sub-20
- Campeonato Femenino Sub-20 de la Concacaf: 2023
- Copa Mundial Femenina de Fútbol Sub-20 de 2024